# Данілова Марія Максимівна
Данілова Марія Максимівна (також відома як Маша Данілова або Masha Danilova; нар. 17 квітня 2007, Луганськ, Україна) — українська співачка, блогерка, ведуча YouTube-шоу Danilova Podcast та хіт-параду «НУМ.О» на телеканалі Музвар.

## Музична діяльність
Почала співати у віці 5 років, у 12 почала займатись вокалом. В 2020 році подавалась на дитячий пісенний конкурс Євробачення з піснею «Сяйво», а в 2021 році — з піснею «Відпускай», щоправда пройти до фіналу конкурсу співачці не вдалось. У 2021 році виступила разом зі своєю сестрою на дитячому фестивалі «Чорноморські ігри».
Від початку повномасштабного вторгнення Марія виступила на багатьох благодійних концертах та заходах, зокрема: «Музика війни» від МУЗВАР, захід для дітей DITY.HELP, концерт в спеціалізованій лікарні «Охматдит» та інших. 5 травня 2022 року з піснею Лучіо Далла — «Caruso» виступила на пісенному фестивалі Sanremo Junior у місті Санремо, Італія, де отримала спеціальну премію Гран ПРІ «Кубок Миру» від комітету UNICEF, та першу премію фестивалю у категорії 13-15 років. 8 травня на стримінгових платформах виклала кавер на пісню «Весна» гурту Воплі Відоплясова, а 3 липня на своєму YouTube-каналі виклала україномовний кавер на пісню «Молчунам» виконавця MONATIK. 4 серпня випустила свій дебютний трек «Я хочу…».
Виступала на вечорах поезії Наталки Денисенко. 7 вересня презентувала пісню і кліп «Навіщо». 30 грудня випустила пісню «Новорічні спогади». 23 січня 2023 року випустила пісню та кліп «Лампочки». 27 березня випустила пісню «Доля». У квітні стала ведучою чарту «НУМ.О» на телеканалі МУЗВАР, який також транслюється на радіо NRJ Ukraine. Ведуча власного YouTube-шоу Danilova Podcast, де бере інтерв'ю. 30 травня у співачки вийшла пісня та кліп «Кайф».

## Відеокліпи

### 2022
- 3 серпня — Я хочу… на YouTube
- 7 вересня — Навіщо на YouTube

### 2023
- 24 січня — Лампочки на YouTube
- 22 березня — Доля на YouTube
- 31 травня — Кайф на YouTube